# Elektrėnai
Elektrėnai är en stad i centrala Litauen belägen mellan huvudstaden Vilnius och Kaunas. Staden hade 12 012 invånare 2011 och grundades 1961.
Främst känd är staden för att vara Litauens ishockeyhögborg, och de båda NHL-spelarna Dainius Zubrus och Darius Kasparaitis kommer Elektrėnai.